# Sensorisch onderzoek
Sensorisch onderzoek is onderzoek met de zintuigen, dus met behulp van (menselijk) proeven, ruiken, voelen, zien en horen. Sensorisch onderzoek wordt ingezet door de industrie waar het gaat om het belang van door de consument waarneembare producteigenschappen. Het gaat dan vooral om toepassing in de voedingsmiddelenindustrie, maar ook bijvoorbeeld de autobranche en ontwikkelaars van producten voor persoonlijke verzorging en wasmiddelen maken gebruik van sensorisch onderzoek.
Hier gaan we vooral in op toepassing in de voedingsmiddelenbranche. Daarin speelt de smaak een essentiële rol in het succes van de producten. De totale smaakbeleving ontstaat vooral door de waarneming van de basissmaken (zoet, zout, bitter, zuur en umami), de geur of het aroma en de ‘textuur’ (die leidt tot het ‘mondgevoel’ ). Zeker in een welvarende samenleving, waarin veilig voedsel in overvloed aanwezig is, is de smaak een belangrijke factor in de keuze van een consument uit het aanbod van merken en varianten. 

## Wezenlijk verschillende invalshoeken: hedonisch en analytisch onderzoek
Een belangrijk onderscheid in het sensorisch onderzoek heeft te maken met de aard van de vraag die erdoor moet worden beantwoord. Wanneer het erom gaat hoe een product smaakt, is analytisch onderzoek aan de orde. Dat is bijvoorbeeld bij de volgende vragen het geval:
- Waarin verschilt de smaak van deze merken chocoladehagel, en hoe groot zijn die verschillen?
- Smaakt aspergesoep A romiger dan aspergesoep B?
- Is het gelukt onze cola zo te maken dat de smaak gelijk is aan die van de marktleider?

In analytische onderzoek gaat het erom de smaak objectief te benaderen. Daarbij doet het er (even) niet toe hoe lekker een product wordt gevonden en hoe het – meer algemeen – wordt gewaardeerd. Bij hedonisch onderzoek daarentegen draait het juist om die waardering. Daarin staat centraal wat de proever (lees: de consument) ervan vindt, en gaat het om diens subjectieve oordeel. Voorbeelden van vragen die door hedonisch onderzoek moeten worden beantwoord zijn:
- Wat vinden gebruikers van chocoladehagel van ons product en wat van die van de chocoladehagel van merk X?
- Smaakt aspergesoep A romig genoeg voor onze doelgroep?
- Welk van twee merken cola vinden jongeren het lekkerst na het sporten?

Omdat het uiteindelijk steeds gaat om wat de consument vindt, wat hij daarom kiest en wat hij daarom koopt, worden de resultaten uit analytisch onderzoek wel gekoppeld aan die van hedonisch onderzoek. Dat biedt de productontwikkelaar dan zicht op de knoppen waaraan hij moet draaien om beter aan de wensen van de gebruiker tegemoet te komen.

## Proevers en panels
Voor sensorisch onderzoek zijn er mensen nodig die de producten proeven. Ten behoeve van analytische toepassingen moeten deze personen zo goed mogelijk kunnen proeven. Daartoe worden zij streng geselecteerd en, veelal intensief, getraind. Veel bedrijven en onderzoeksbureaus beschikken over een getraind panel. Zo’n panel kan intern zijn en bestaat dan uit de eigen werknemers. Andere bedrijven werken liever met een extern panel, dat doorgaans bestaat uit parttime krachten die speciaal voor deze taak zijn aangenomen. Omdat het om goede proevers gaat, zijn er per test niet heel veel van nodig. Tien personen zijn soms al voldoende.
Voor het beantwoorden van hedonische vragen zijn de proevers per definitie consumenten. Zijn worden geworven uit de doelgroep van het te testen product, en zijn daarvoor zo veel mogelijk representatief. Gespecialiseerde bureaus beschikken over grote bestanden met gegevens van consumenten die bereid zijn aan sensorisch onderzoek mee te doen. Per project wordt hieruit dan een groep van meestal zestig tot honderd personen uit de doelgroep uitgenodigd.

## Toepassingen
In de voedingsmiddelenindustrie wordt sensorisch onderzoek vooral ingezet voor de volgende toepassingen:

### Kwaliteitscontrole
De productie van voedingsmiddelen verloopt niet constant. Zo kan de temperatuur van de oven verschillen, net als de vochtigheid in de productieruimte. Het mengen verloopt niet altijd even gelijkmatig, de band heeft door een storing even stilgestaan, de hoeveelheid toegevoegde kaneel is lastig te doseren. De smaak van landbouwproducten is steeds anders en hangt af van weer, plaats, oogsttijd, etc. Toch wil het bedrijf een product afleveren dat – binnen zekere marges – steeds hetzelfde smaakt. Of dat lukt is uiteindelijk alleen na te gaan door het te proeven. Afhankelijk van de uitkomst kan een product worden afgekeurd of het productieproces worden bijgesteld.
Onder kwaliteitscontrole valt ook het bepalen van de houdbaarheid(datum) van producten. Deze hangt niet alleen af van microbiële en fysieke eigenschappen, maar ook van mogelijke smaakverandering die nu eenmaal onvermijdelijk in de loop der tijd plaatsvindt.
Het gaat bij kwaliteitscontrole steeds om analytisch sensorisch onderzoek.

### Smaken namaken, substitutie
Wanneer een product het goed doet op de markt willen concurrenten wel een graantje meepikken van dit succes. Dat kan op verschillende manieren, waarvan er één is te proberen zo’n product zo goed mogelijk na te maken. Dan moet je eerst precies weten hoe het smaakt. Daarna moet je testen of je kopieerpoging is geslaagd en de smaak inderdaad niet of nauwelijks van het origineel is te onderscheiden.
Hieraan verwant zijn de zogeheten substitutieprojecten. Daarbij gaat het om het namaken van de smaak van de producten van het eigen bedrijf, maar dan met gewijzigde samenstelling of een andere productiewijze. Het doel is bijvoorbeeld een duur ingrediënt te vervangen door een goedkoper, terwijl de smaak gelijk blijft. Substitutie is ook nodig als bepaalde grondstoffen niet meer te krijgen zijn of wettelijk verboden worden. Wanneer een bedrijf probeert eenzelfde product te maken met minder suiker, zout of vet, terwijl het niet minder zoet, zout of vet mag smaken, is er eveneens van substitutie sprake.
Ook in deze toepassingen gaat het vooral om analytisch sensorisch onderzoek.

### In kaart brengen van de markt
Marketingafdelingen zijn steeds bezig nieuwe gaten te ontdekken, ze willen innovaties bedenken en de succeskans daarvan schatten. Dan is het nodig de markt in kaart te brengen. De sensorische aspecten van eigen en andermans producten moeten daarvoor (analytisch) worden vastgesteld, net als de waardering ervan en de wensen ervoor van de consument (hedonisch).

### Vernieuwingen en veranderingen uitproberen en bijsturen
Wanneer de productontwikkelaar tevreden is over een gewijzigd of nieuw bedacht product of recept, is het nodig te kijken of dit overeenkomt met de bedoeling (analytisch), terwijl in een later stadium ook de consument moet worden geraadpleegd. Afhankelijk van de uitkomst wordt de receptuur aangepast en opnieuw getest, of gaat het product de volgende ontwikkelingsfase in. 

## Voorbeelden van sensorische test opzetten
Er zijn veel manieren om een sensorische test op te zetten. Een paar gangbare tests worden hier kort besproken.

### Profilering
Sensorische profilering is een analytische methode waarmee de smaakeigenschappen van producten worden beschreven en onderling vergeleken. Daartoe wordt (getrainde) panelleden gevraagd de testproducten te scoren op relevante aspecten. De uitkomsten kunnen bijvoorbeeld worden afgebeeld in een spinnenwebdiagram, zoals in bijgaand plaatje.

### Driehoekstest
De driehoekstest is een van de vele verschiltesten die het sensorisch onderzoek kent. Deze (analytische) test wordt gebruikt om minieme algemene smaakverschillen op te sporen. Panelleden krijgen hiervoor drie producten in willekeurige volgorde voorgelegd. Twee daarvan zijn gelijk van samenstelling en op identieke wijze geproduceerd, het derde is (wellicht) op (enigszins) andere wijze tot stand gekomen. Elk panellid móét het afwijkende monster aanwijzen. Als hij het niet kan proeven moet hij dus gokken, met een kans van 1/3 het juiste antwoord te geven. Als ruim meer dan een derde deel van de panelleden het juiste product als afwijkend aanwijst, wordt aangenomen dat er een waarneembaar verschil bestaat. Hiertoe wordt getoetst op statistische significantie.

### Paarsgewijze vergelijking
Voor een paarsgewijze vergelijking krijgen proevers twee producten voorgelegd, met de vraag welke van de twee het sterkst is wat betreft een benoemde smaakeigenschap, zoals zoetheid, dikte, geurintensiteit of duur van de nasmaak. In deze voorbeelden wordt de test analytisch toegepast. Wanneer je aan consumenten vraagt welke van de twee het lekkerst is of van welke de geur het meest aanspreekt, is de test hedonisch van aard.
Proevers moeten ook bij deze test per se een keuze maken. Vervolgens wordt nagegaan of er een significante meerderheid het ene dan wel het andere product aanwijst.

### Consumententests
Voor een consumententest krijgen proevers na elkaar verschillende producten aangeboden, die zij bijvoorbeeld op een 9-puntsschaal van ‘heel erg vies’ tot ‘heel erg lekker’ moeten beoordelen.
In een andere opzet wordt per product van een aantal smaakeigenschappen gevraagd in hoeverre men deze te weinig, precies goed dan wel te sterk aanwezig vindt. Bijgaand waaierdiagram toont hoe de resultaten ervan voor de smaakeigenschap ‘zoetheid’ in beeld kunnen worden gebracht.

## Good sensory practice
Sensorisch onderzoek is meestal een vorm van experimenteel onderzoek. Alleen al daarom wordt er uiterste zorg besteed aan het gelijk houden van zo veel mogelijk testomstandigheden. De smaakwaarneming is van veel meer afhankelijk dan alleen het betreffende product zelf: de verwachting ervan, eerder geproefde producten, stemming, fantasieën over het doel van de test, noem maar op. Daarenboven is werken met voedingsmiddelen sowieso gevoelig: producten nemen in kwaliteit af als je de verpakking openmaakt, bereidingsduur en temperatuur hebben grote invloed op de smaak enzovoort. Daarom zijn er strikte regels voor ‘good sensory practice’. Deze betreffen onder meer systematische afwisseling in de aanbieding van producten, blind proeven, coderen van monsters, neutraliseren van de smaak tussen testrondes, aandacht voor de gelijkheid van monsters, testomstandigheden enzovoort. 

## Recente ontwikkelingen; brug naar marketing
De laatste jaren lijkt de aandacht in het sensorisch onderzoek langzaam te verschuiven. Men realiseert zich steeds meer dat de pure producteigenschappen (waaronder de sensorische) weliswaar belangrijk zijn, maar dat voor de consument ook de context van de consumptie bepalend is voor zowel zijn voedselkeuze als zijn smaakervaring. Dan moet ook bijvoorbeeld de invloed van het gebruiksmoment, kennis over de productiewijze en herkomst, de plaats en het gezelschap waarin men consumeert en de verwachtingen die de verpakking en het merk opwekken worden onderzocht. Daarmee zetten sensorisch onderzoekers stappen in de richting van de marketing en de psychologie, terwijl overigens omgekeerd ook vanuit die disciplines toenadering wordt gezocht.

## Sensorisch onderzoek in Nederland
In Nederland vindt sensorisch onderzoek plaats bij talloze bedrijven van zeer uiteenlopende producten. Sommige hebben een eigen testlab, andere doen het aan een tafel in de proefkeuken van de ontwikkelafdeling, nog weer andere besteden het uit. Dat laatste kan bij enkele in dit onderzoek gespecialiseerde onderzoeksbureaus of algemeen werkende bureaus voor marktonderzoek.
Meer algemeen wetenschappelijk sensorisch onderzoek wordt verricht door de WUR (Wageningen University & Research) en vindt ook op andere universiteiten plaats. Ook een wetenschappelijk onderzoeksinstituut als NIZO food research heeft veel sensorische expertise in huis.
Op diverse voedingsgerichte opleidingen in het hbo en wo staat sensorisch onderzoek op het studieprogramma. De WUR heeft een speciale cursus op dit vakgebied. Daarnaast worden er door of via de ‘profgroep’ van de MOA cursussen aangeboden voor mensen die in het bedrijfsleven sensorisch onderzoek doen of dat willen gaan doen.
Al enkele decennia zoeken mensen in dit vakgebied elkaar op in de zogeheten 'profgroep sensorisch onderzoek', ondergebracht bij MOA Centre for Information Based Decision Making & Marketing Research. Hierin zitten vakgenoten uit het bedrijfsleven, uit het onderwijs en van onderzoeksbureaus. Doel van de deze groep is wederzijdse inspiratie en ondersteuning en het gezamenlijk verbeteren en borgen van de kwaliteit van deze vorm van onderzoek. De profgroep komt jaarlijks enkele malen bijeen voor overleg, uitwisseling en gezelligheid, en is dan te gast bij het bedrijf of de instelling van afwisselende leden. De profgroep organiseert tweejaarlijkse symposia, heeft het enige Nederlandstalig hand- en leerboek op dit gebied tot stand gebracht (Proeven van succes van Joep Brinkman), verzorgt jaarlijks op twee niveaus een cursus en organiseert, eveneens op twee niveaus, landelijke examens die door het Nima worden afgenomen.